# Zbiralci perja
Zbiralci perja (srbsko Skupljači perja)  je jugoslovanski dramski film iz leta 1967, ki ga je režiral Aleksandar Petrović ter zanj napisal tudi scenarij in glasbeno podlago. Dogajanje je postavljeno okoli življenja romskih prebivalcev v vasi v severni Vojvodini, toda ukvarja se tudi s temami ljubezni ter etničnih in socialnih odnosov. V glavnih vlogah nastopajo Bekim Fehmiu, Olivera Vučo, Bata Živojinović in Mija Aleksić, ob njih pa še romski igralci. Razmere v romski vasi se zapletejo, ko se tamkajšnji prodajalec perja Beli Bora Perjar (Fehmiu) zaljubi v precej mlajše dekle Tisa (Gordana Jovanović).
Premierno je bil prikazan 27. marca 1967 v jugoslovanskih kinematografih in naletel je na dobre ocene krikov. Na Filmskem festivalu v Cannesu je bil nominiran za zlato palmo, osvojil pa je veliko nagrado žirije in nagrado Mednarodnega združenja filmskih kritikov. Izbran je bil za jugoslovanskega kandidata za oskarja za najboljši tujejezični film in bil v tej kategoriji nominiran na 40. podelitvi oskarjev. Nominiran je bil tudi za zlati globus za najboljši tujejezični film, osvojil pa je veliko zlato areno za najboljši film in zlati areni za najboljšega igralca (Živojinović) in režiserja ter srebrno areno za najboljšega igralca (Fehmiu) na Puljskem filmskem festivalu. Velja za enega najbolj znanih filmov jugoslovanskega črnega vala.

## Vloge
- Bekim Fehmiu kot Beli Bora Perjar
- Olivera Katarina kot Lenče
- Bata Živojinović kot Mirta
- Gordana Jovanović kot Tisa
- Mija Aleksić kot Pavle
- Severin Bijelić kot moški v postelji
- Stojan Decermić kot voznik 1
- Milivoje Đorđević kot Sandor
- Rahela Ferari kot Igumanija
- Etelka Filipovski kot Borina žena
- Milorad Jovanović kot Toni
- Zoran Longinović kot preiskovalec 1
- Branislav-Ciga Milenković
- Bozidar Pavičević-Longa kot voznik 2
- Velizar Petrović
- Djordje Pura kot preiskovalec 2
- Nina Sajin
- Milivoje Tomić kot Romun
- Janez Vrhovec kot sodnik